# Минухин, Сальвадор
Сальвадор Мину́хин (англ. Salvador Minuchin, 13 октября 1921, Сан-Сальвадор, Энтре-Риос, Аргентина — 30 октября 2017, США) — американский психотерапевт 1960—1970-х годов, основатель структурного подхода в семейной психотерапии. Профессор педиатрии и детской психиатрии Пенсильванского университета.

## Биография
Из еврейской семьи российского происхождения. Защитил докторскую диссертацию в Университете Кордовы (Аргентина) в 1947 году.
С 1965 по 1975 год руководил Клиникой детского консультирования в Филадельфии, США. В 1969 году совместно с Дж. Хейли, Б. Монтальво и Б. Росмэн создал программу обучения для семейных терапевтов, в которую включались видеонаблюдение и контроль
В 1981 году основал в Нью-Йорке Институт семьи для обучения семейных психотерапевтов. Автор двух собственных книг и трех в соавторстве; отдельное издание посвящено его методу; опубликовал более тридцати докладов и журнальных статей.
Проживал в Бока-Ратон, Флорида, США.

## Труды
- Salvador Minuchin. Families and Family Therapy. — Cambridge: Harvard University Press, 1974.
- Salvador Minuchin, Braulio Montalvo, B. G. Guerney, Jr., B. L. Rosman, Florence Schumer. Families of the Slums. — New York: Basic Books, 1967.
- Salvador Minuchin, Bernise L. Rosman, Lester Baker. — Psychosomatic Families: Anorexia Nevrosa in Context. — Cambridge: Harvard University Press, 1978.

## Работы, переведенные на русский язык
- Минухин С., Фишман Ч. Техники семейной терапии / Пер. с англ. А. Д. Иорданского. — М.: «Класс», 1998. — 304 с. — ISBN 5-86375-020-0.
- Минухин С. Множество моих голосов // Эволюция психотерапии: Том 1. "Семейный портрет в интерьере": семейная терапия / Пер. с англ. Т. К. Кругловой. — М.: «Класс», 1998. — 304 с. — 5000 экз. — ISBN 5-86375-075-8. (недоступная ссылка) С. 18—35.
- Минухин С. Еще раз об истории семейной терапии // Там же. С. 40—53.